# Carposina thalamota
Carposina thalamota is een vlinder uit de familie van de Carposinidae. De wetenschappelijke naam van de soort is voor het eerst geldig gepubliceerd in 1909 door Meyrick.